# Droga wojewódzka 960
Die Droga wojewódzka 960 (DW 960) ist eine 44 Kilometer lange Droga wojewódzka (Woiwodschaftsstraße) in der polnischen Woiwodschaft Kleinpolen, die Czarna Góra und Łysa Polana verbindet. Sie führt durch das Dorf Bukowina Tatrzańska und den Tatra-Nationalpark. Die Straße liegt im Powiat Tatrzański.

## Straßenverlauf
Woiwodschaft Kleinpolen, Powiat Tatrzański
- 00 km  Kreisverkehr, Czarna Góra (Schwarzberg) (DK 49)
- 04 km  Kreisverkehr, Bukowina Tatrzańska (DK 961)
- 13,2 km  Łysa Polana